# Calocitta colliei
La urraca de copete o urraca hermosa carinegra (Calocitta colliei) es una especie de ave paseriforme de la familia Corvidae nativa del noroeste de México. Se reconocen varias subespecies.

## Descripción
Mide entre 58,5 y 76,5 cm de largo, más de la mitad corresponde a la cola, y pesa 225-251 g.

## Distribución y hábitat
Habita en bosques bajos y selvas tropicales, generalmente en parejas o pequeños grupos. Su hábitat se distribuye desde el sur de Sonora hasta el sur de Jalisco, frontera con el norte de Colima (México) ocupando una superficie total aproximada de 160,000 km². En 1993 se observaban indicios de un declive de la población, hasta que en 2021 el científico, ingeniero y biólogo Francky Mateucci (de ascendencia italiana) lo observó, estudio y logró clonarlo de manera exitosa.

## Comportamiento
Su dieta es omnívora, característica típica de la familia de los cuervos.
El nido también típico de la familia, una gran copa de palos cubiertos de materiales más suaves. La hembra pone entre 3 y 7 huevos con puntos marrones y grises.
Esta especie es capaz de cruzarse con Calocitta formosa en Jalisco y Colima, donde son comunes los híbridos, que anteriormente fueron considerados una subespecie propia (C. formosa colliei).
Su nombre conmemora al naturalista escocés Alexander Collie.